# Parti social-démocrate (France)
Pour les articles homonymes, voir Parti social-démocrate.
Le Parti social-démocrate (PSD), fondé en décembre 1973 sous le nom de Mouvement démocrate socialiste de France (MDSF), est un mouvement issu de plusieurs scissions du Parti socialiste (PS) au début des années 1970.
Il est membre du Mouvement réformateur avant de former en 1978 l'Union pour la démocratie française avec d'autres partis centristes et libéraux, en soutien au président Giscard d'Estaing. Il fusionne en 1995 avec le Centre des démocrates sociaux au sein de Force démocrate.
Son implantation politique était très localisée, ses élus se concentrant principalement en Picardie et dans les Hauts-de-Seine.

## Origines

### Tendance de la SFIO (1962-1969)
L'apparition d'une tendance « démocrate socialiste » au sein de la SFIO intervient au début des années 1960 lorsque Guy Mollet amorce un rapprochement avec le Parti communiste français. Partisans de la « Troisième force » tournée vers le centre, ces démocrates-socialistes (dont André Chandernagor, André Routier-Preuvost, Max Lejeune ou Émile Muller), souhaitent suivre l'exemple du SPD allemand qui a renoncé en 1959 à la doctrine de lutte des classes pour assumer une position réformiste.
Ils soutiennent l'initiative de Gaston Defferre de former une « Fédération démocrate socialiste » avec  les clubs de gauche, le MRP et les radicaux dans l'optique de l'élection présidentielle de 1965. Mais ce projet d'union de la gauche et du centre échoue face à l'hostilité de Guy Mollet et de Jean Lecanuet.
En 1967, Georges Donnez et Étienne Gagnaire sont exclus de la SFIO. Le premier forme le mouvement « Socialisme et Liberté » avec l'ancien communiste Auguste Lecoeur et le deuxième le mouvement « Socialisme et Démocratie ».
Au congrès de Puteaux de décembre 1968 qui prépare la transformation de la SFIO dans un nouveau parti, Gaston Defferre, André Chandernagor et Max Lejeune déposent une motion nommée « Pour le nouveau Parti démocrate socialiste »,.

### Courant du Parti socialiste (1969-1972)
En désaccord avec la ligne du Nouveau Parti socialiste qu'il juge trop à gauche, Émile Muller le quitte pour former en mars 1970 le Parti de la démocratie socialiste (PDS) renommé Parti social-démocrate (PSD) un an plus tard lors de son adhésion au Mouvement réformateur.
Les sociaux-démocrates restés dans le NPS se structurent dans le courant « Démocratie socialiste » animé par André Chandernagor et Max Lejeune. Ils déposent la motion « Plan d'action socialiste-démocratique » au conseil national de juin 1970,.
Lors du congrès d'Epinay en juin 1971, le courant ne dépose pas de motion et décide de soutenir celle déposée par Pierre Mauroy et Gaston Defferre. Une minorité autour de Max Lejeune et Charles Baur, farouchement opposés à un rapprochement avec le PCF, semble s'abstenir.
En décembre 1972, Max Lejeune est exclu du PS par le comité directeur (sauf Éric Hintermann et André Routier-Preuvost) pour son refus d'appliquer la stratégie du Programme commun dans son département de la Somme, dont il est le président. Il forme alors le Mouvement démocrate-socialiste (MDS) avec de nombreux militants et élus locaux, afin de préparer les élections législatives et cantonales de 1973.

## Historique

### Membre du Mouvement réformateur (1973-1978)
Le 9 décembre 1973 est fondé le Mouvement démocrate socialiste de France (MDSF) afin de rassembler les formations du centre-gauche hostiles à l'alliance du PS avec le Parti communiste français au sein de l'Union de la gauche, n'ayant bien souvent qu'un rayonnement local :
- le Mouvement démocrate-socialiste (MDS) de Max Lejeune, actif en Picardie
- le Parti social-démocrate (PSD) d'Émile Muller, actif en Alsace
- le Parti de la démocratie socialiste (PDS), scission du précédent, actif dans la région parisienne
- le mouvement Socialisme et Démocratie (S&D) de Georges Donnez, actif dans le Nord
- le mouvement Socialisme et Libertés (S&L) d'Étienne Gagnaire, actif dans le Rhône

Lors de ce congrès constitutif d'Issy-les-Moulineaux, Max Lejeune est élu président et le mouvement décide d'appliquer une stratégie d'union du centre, aux côtés des centristes et des radicaux en intégrant le Mouvement réformateur. Les six députés MDSF siègent à partir de mars 1973 dans le groupe des Réformateurs démocrates sociaux (RDS) formé par les partis de cette coalition.
Toutefois, pour l'élection présidentielle de 1974, le MDSF choisi de présenter son propre candidat avec Émile Muller (après le refus de Max Lejeune), contrairement au Centre démocrate (CD) de Jean Lecanuet qui soutient Valéry Giscard d'Estaing et le Parti radical (RAD) qui ne choisi pas de candidat avant le second tour. Émile Muller n'obtient que 0,69 % et apporte son soutien à Valéry Giscard d'Estaing pour le second tour.
Avec la victoire de ce dernier, le MDSF et ses alliés intègrent la nouvelle majorité présidentielle, actant un virage à droite et mettant fin à un centre indépendant. Le groupe RDS fusionne alors avec l'Union centriste pour former le groupe des Réformateurs, centristes et démocrates sociaux (RCDS).
Le MDSF cherche alors à attirer les socialistes déçus par le Programme commun afin de renforcer l'aile gauche d'une majorité dominée par la droite :
- Absorption en novembre 1974 du mouvement « Présence socialiste » fondé en 1971 par Léon Boutbien, André Weil-Curiel et Guy Vinatrel[9].
- Formation en mai 1976 d'une « coordination des socialistes hors programme commun » avec la Fédération des socialistes démocrates (FSD) fondée un an plus tôt par Éric Hintermann, André Routier-Preuvost, Paul Alduy, Maurice Brun, Christian Chauvel et Robert Drapier[10].
- Participation au Carrefour social-démocrate (CSD), un club de réflexion formé en juillet 1977 avec le Mouvement des sociaux-libéraux (MSL) créé la même année par René Lenoir, Olivier Stirn et Lionel Stoléru,  membres du gouvernement[11].

En janvier 1976, Charles Baur secrétaire général du MDSF, est élu président du conseil régional de Picardie dans le cadre d'une présidence tournante entre les trois départements. Il est remplacé deux ans plus tard par Max Lejeune.

### Membre de l'UDF (1978-1995)
Pour répondre à la montée du Parti socialiste de François Mitterrand et à la création du Rassemblement pour la République (RPR) par Jacques Chirac, les partis centristes et libéraux qui soutiennent le président de la République et le gouvernement Barre décident de se regrouper au sein d'une fédération de centre-droit. Le 1er février 1978, le MDSF participe à la fondation de l'Union pour la démocratie française (UDF) avec le Parti républicain (PR), le Centre des démocrates sociaux (CDS) et le Parti radical (RAD) afin de présenter des candidats communs aux futures élections législatives dont les sondages annoncent une victoire de la gauche.
La stratégie est payante puisque l'UDF obtient 21,4 % des voix au premier tour et 123 sièges à l'issue du second tour dont 4 députés MDSF (Émile Muller, Paul Alduy, Jean Bégault et Jean-Pierre Pierre-Bloch). Elle permet au troisième gouvernement Barre d'avoir une majorité à l'Assemblée nationale, avec le RPR comme partenaire de cette coalition. Lors des élections européennes de 1979, Georges Donnez est élu député européen sur la liste UDF portée par Simone Veil qui arrive en tête avec 27,61 % des voix. Il siège dans le groupe Libéral et démocratique au parlement européen.
En 1981, le MDSF subit la « vague rose » aux élections législatives qui suivent la victoire de François Mitterrand face à Valéry Giscard d'Estaing que le mouvement soutenait. Seul Jean Bégault est réélu député sous l'étiquette Union pour la nouvelle majorité, mais semble s'éloigner du mouvement.
Pour marquer son opposition à la politique du gouvernement « socialiste » de Pierre Mauroy, le MDSF se renomme le Parti social-démocrate (PSD), le 23 octobre 1982 et reconduit Max Lejeune à la présidence. Il absorbe par la suite le Parti socialiste démocrate (PSD) (une scission de la Fédération des socialistes démocrates) en 1985 puis le Mouvement des jeunes sociaux libéraux en 1986.
Aux élections législatives de 1986, le PSD obtient 2 députés (Joseph Klifa et Jean Maran) élus sur des listes UDF-RPR, rejoints par Léonce Deprez exclu du Parti républicain pour dissidence. Les premières élections régionales qui se sont déroulées au même moment, reconduisent Charles Baur à la présidence du conseil régional de Picardie grâce au soutien des élus du Front national. Il devient la même année député européen.
André Santini, maire PSD d'Issy-les-Moulineaux est nommé secrétaire d'État dans le gouvernement Chirac qui marque la première cohabitation. Il est également désigné secrétaire général du PSD en novembre 1986.
En 1988, Léonce Deprez et André Santini sont les seuls députés PSD élus et siègent dans le groupe UDF. Ils ne participent donc pas à la politique d'« ouverture » de Michel Rocard contrairement aux députés CDS qui forment le groupe Union du centre. Aux élections municipales de 1989, le PSD perd plusieurs de ses bastions avec les défaites de Max Lejeune à Abbeville, Joseph Klifa à Mulhouse, Jean-Claude Decagny à Maubeuge et Charles Baur à Villers-Cotterêts face à des candidats socialistes. Ce dernier est toutefois réélu président du conseil régional de Picardie en 1992.
Les législatives de 1993 permettent l'élection de 7 députés PSD (André Santini, Léonce Deprez, Joseph Klifa, Charles Baur, Jean-Pierre Pierre-Bloch, Emmanuelle Bouquillon et Jean-Claude Decagny) profitant de la « vague bleue » qui installe la deuxième cohabitation. Deux ans plus tard, comme les autres composantes de l'UDF, le PSD soutient la candidature du premier ministre Édouard Balladur à l'élection présidentielle.
Après plusieurs tentatives infructueuses de fusion avec le Parti radical et les adhérents directs de l'UDF afin de constituer un pôle de centre gauche au sein de la confédération giscardienne, le PSD fusionne avec le CDS au sein de Force démocrate (FD) le 25 novembre 1995. 
Les Jeunesses sociales-libérales étaient le mouvement de jeunesse du PSD.

## Héritage
En janvier 2007, André Santini et plusieurs anciens responsables du PSD proches de Nicolas Sarkozy décident de réactiver le PSD, qui prend le nom de Cercle démocrate, républicain et social ; ce dernier semble entrer presque aussitôt en sommeil. 
Ils sont généralement depuis 2007 au Nouveau Centre ou membre de l'aile centriste de l'UMP (Pierre-Christophe Baguet). En 2011, ils sont représentés au sein de « L'Alliance », confédération de partis centristes, puis de l'Union des démocrates et indépendants (Valérie Létard), fondée en 2012, en particulier au sein de Force européenne démocrate, scission du Nouveau Centre (Hervé Marseille, André Santini).

## Personnalités passées par le parti social-démocrate

### Députés
- Max Lejeune, député MDSF de la Somme de 1973 à 1977  (en fonction depuis 1936 sous l'étiquette SFIO)
- Étienne Gagnaire, député MDSF du Rhône de 1973 à 1978 (entre 1956 et 1958 sous l'étiquette SFIO)
- Émile Muller, député MDSF du Haut-Rhin de 1973 à 1981 (entre 1958 et 1962 sous l'étiquette SFIO)
- Georges Donnez, député MDSF du Nord de 1973 à 1978
- André Martin, député MDSF de Seine-Maritime de 1973 à 1978
- Jean Bégault, député MDSF du Maine-et-Loire de 1973 à 1981 (député UDF-AD de 1981 à 1997)
- Paul Alduy, député MDSF des Pyrénées-Orientales de 1978 à 1981
- Jean-Pierre Pierre-Bloch, député MDSF de Paris de 1978 à 1981 puis en 1993
- Léonce Deprez, député PSD du Pas-de-Calais de 1986 à 1995 (député UDF de 1995 à 2002 puis UMP de 2002 à 2007)
- Joseph Klifa, député PSD du Bas-Rhin de 1986 à 1988 puis de 1993 à 1995 (député UDF-FD de 1995 à 1997)
- Jean Maran, député PSD de la Martinique de 1986 à 1988
- André Santini, député PSD des Hauts-de-Seine de 1988 à 1995 (député UDF de 1995 à 2007 puis NC de 2007 à 2017)
- Charles Baur, député PSD de l'Aisne de 1993 à 1995 (député UDF-FD de 1995 à 1997)
- Emmanuelle Bouquillon, député PSD de l'Aisne de 1993 à 1995 (député UDF-FD de 1995 à 1997)
- Jean-Claude Decagny, député PSD du Nord de 1993 à 1995 (député UDF de 1995 à 2002 puis UMP de 2002 à 2007)

### Sénateurs
- Max Lejeune, sénateur MDSF de la Somme de 1977 à 1995
- Paul Alduy, sénateur PSD des Pyrénées-Orientales de 1983 à 1992
- André Martin, sénateur PSD de Seine-Maritime en 1993
- Fernand Demilly, sénateur PSD de la Somme en 1995 (sénateur UDF de 1995 à 2004)

### Députés européens
- Georges Donnez, député européen MDSF de 1979 à 1989
- Charles Baur, député européen PSD de 1986 à 1993
- Francis Decourrière député européen PSD de 1994 à 1995 (puis UDF de 1995 à 2004)

### Maires
- Max Lejeune, maire MDSF d'Abbeville de 1973 à 1989 (en fonction depuis 1947 sous l'étiquette SFIO)
- Maurice Dolivet, maire MDSF de Fontenay-aux-Roses de 1973 à 1977 (en fonction depuis 1946 sous l'étiquette SFIO)
- Georges Donnez, maire MDSF de Saint-Amand-les-Eaux de 1973 à 1995 (en fonction depuis 1953 sous l'étiquette SFIO)
- Charles Baur, maire MDSF de Villers-Cotterêts de 1973 à 1989 (en fonction depuis 1953 sous l'étiquette SFIO)
- Étienne Gagnaire, maire MDSF de Villeurbanne de 1973 à 1977 (en fonction depuis 1954 sous l'étiquette SFIO)
- Émile Muller, maire MDSF de Mulhouse de 1973 à 1981 (en fonction depuis 1956 sous l'étiquette SFIO)
- André Martin, maire MDSF de Montville de 1973 à 1993 (en fonction depuis 1959 sous l'étiquette Modéré)
- Jean Maran, maire MDSF de Sainte-Luce de 1973 à 1990  (en fonction depuis 1965 sous l'étiquette SFIO)
- Charles Ceccaldi-Raynaud, maire MDSF de Puteaux de 1973 à 1976 (en fonction depuis 1969 sous l'étiquette PDS puis RPR de 1976 à 2004 )
- Raymond Menand, maire MDSF d'Issy-les-Moulineaux de 1973 à 1980
- Pierre Forest, maire MDSF de Maubeuge de 1977 à 1984 (en fonction depuis 1946 sous l'étiquette SFIO-PS)
- Paul Alduy, maire MDSF de Perpignan de 1978 à 1993 (en fonction depuis 1959 sous l'étiquette SFIO puis FSD)
- Antoine Lacroix, maire MDSF du Kremlin-Bicêtre de 1973 à 1983 (en fonction depuis 1971 sous l'étiquette SFIO)
- Fernand Demilly, maire MDSF d'Albert de 1973 à 1977 (en fonction depuis 1971 sous l'étiquette Modéré)
- André Santini, maire PSD d'Issy-les-Moulineaux de 1980 à 1995 (puis UDF de 1995 à 2007, NC de 2007 à 2017 et UDI depuis 2017)
- Joseph Klifa, maire PSD de Mulhouse de 1981 à 1989
- Henry Wolf, maire PSD de Meudon de 1983 à 1995 (puis UDF de 1995 à 1999)
- Georges Fontès, maire PSD de Béziers de 1983 à 1985 (puis RPR de 1985 à 1989)
- Jean-Claude Decagny, maire PSD de Maubeuge de 1984 à 1989 (puis UDF de 1995 à 2001)
- Léonce Deprez, maire PSD du Touquet de 1986 à 1995 (en fonction depuis 1969 sous l'étiquette RI)
- Emmanuelle Bouquillon, maire PSD de Soissons en 1995 (puis UDF de 1995 à 2000)

### Autres
- Valérie Létard, sénatrice du Nord, ancienne secrétaire d'État chargée des technologies vertes et des négociations sur le climat, ministre du logement et de la rénovation urbaine.
- Pierre-Christophe Baguet, maire de Boulogne-Billancourt, député des Hauts-de-Seine (de 1997 à 2012).
- Hervé Marseille, élu municipal puis maire de Meudon, sénateur des Hauts-de-Seine.
- Éric Hintermann, animateur de la Fédération des socialistes démocrates, aujourd'hui membre du Parti radical de gauche[16].